# Enis Batur
Enis Batur (* 28. Juni 1952 in Eskişehir) ist ein türkischer Dichter, Romanautor, Essayist und Verleger.
Enis Batur absolvierte seine Schulausbildung am französischsprachigen Saint-Joseph-Gymnasium in Istanbul und studierte anschließend Literatur an Universitäten in Istanbul, Ankara und Paris.
Seine ersten Publikationen erschienen ab 1973. Er war Herausgeber oder Mitherausgeber folgender Literaturzeitschriften: Yazı, Oluşum, MEB, Tan, Gergedan, Şehir, Sanat Dünyamız, Kitap-lık, Cogito, Arredemento Dekorasyon und Fol.
Zwischen 1998 und 2003 war Batur an der Galatasaray-Universität in Istanbul als Dozent tätig.
Batur ist ein sehr produktiver Schriftsteller. Sein literarisches Werk umfasst mehr als 100 Titel. Seine Gedichtbände Kandela Kandil (dt. „Kandela“, 1981) und Sarnıç (dt. „Zisterne“, 1985) sind von dem in Deutschland lebenden Übersetzer Yücel Sivri Anfang der 1990er Jahre ins Deutsche übertragen worden. Seine Werke wurden außerdem ins Italienische, Französische, Persische, Arabische, Englische und Rumänische übertragen.
Für seine Gedichte wurde er mehrfach mit Literaturpreisen ausgezeichnet. Außerdem erhielt er für seine Essays den Preis von TDK (Türkisches Sprachinstitut).
| Personendaten    | Personendaten                                         |
| ---------------- | ----------------------------------------------------- |
| NAME             | Batur, Enis                                           |
| KURZBESCHREIBUNG | türkischer Dichter, Romanautor, Essayist und Verleger |
| GEBURTSDATUM     | 28. Juni 1952                                         |
| GEBURTSORT       | Eskişehir                                             |